# Oligobrachia erythrocephala
Oligobrachia erythrocephala är en ringmaskart som beskrevs av Southward 1972. Oligobrachia erythrocephala ingår i släktet Oligobrachia och familjen skäggmaskar. Inga underarter finns listade i Catalogue of Life.